# Dmitri Eduardowitsch Sokolow
Dmitri Eduardowitsch „sh1ro“ Sokolow (russisch Дмитрий Эдуардович Соколов; * 15. Juli 2001) ist ein russischer E-Sportler in der Disziplin Counter-Strike 2 und ehemals in Counter-Strike: Global Offensive, welcher aktuell für Team Spirit spielt.

## Karriere
Sokolow startete seine professionelle Karriere im Mai 2018 beim Team FLuffy Gangsters, welches er einen Monat später in Richtung Vyalie Pitoni verließ.
Im April 2019 wechselte er zu Gambit Youngsters, dem Juniorenteam von Gambit Esports. In diesem Jahr erzielte er einen Halbfinaleinzug bei der WePlay! Forge of Masters Season 2 und einen 7.–8. Platz bei den Copenhagen Games 2019 und der DreamHack Open Sevilla 2019.
2020 erzielte er zunächst einzelne Turniersiege bei kleineren Turnieren. Im Oktober wurde er zum Hauptteam von Gambit befördert. Danach siegte er bei der DreamHack Open November 2020 und er beendete die DreamHack Open December 2020 auf dem 3.–4. Platz.
2021 gewann Sokolow die IEM Katowice 2021, den Pinnacle Cup I, die Epic CIS League Spring 2021, die IEM Summer, die Blast Premier: Spring Finals 2021, die IEM XVI - Fall: CIS und das V4 Future Sports Festival - Budapest 2021. Zudem erzielte er den zweiten Platz bei der ESL Pro League Season 13, der DreamHack Masters Spring 2021, das StarLadder CIS RMR 2021 und das BLAST Premier: World Final 2021. In seinem ersten Major-Turnier, das PGL Major Stockholm 2021, erreichte er nach einer 2:0-Niederlage gegen Natus Vincere den 3.–4. Platz. Neben seinen Teamerfolgen erhielt er von HLTV drei MVP-Auszeichnungen und er wurde als 4. in die Liste der zwanzig besten Spieler des Jahres gewählt.
Im folgenden Jahr gewann er das Funspark ULTI 2021, wobei er seine vierte MVP-Auszeichnung erhielt. Nachdem er ab März 2022 mit seinem Team unter dem neutralen Namen Players gespielt hatte, wechselte er im April 2022 zu Cloud9. Im PGL Major Antwerp 2022 erzielte er mit Cloud9 den 12.–14. Platz. Anschließend siegte er in der IEM Dallas 2022. Zudem erreichte er das Halbfinale im Roobet Cup 2022 und der ESL Pro League Season 16. Im IEM Major: Rio 2022 schied er im Viertelfinale aus. Von HLTV wurde Sokolow als drittbester Spieler des Jahres gewählt.
Zu Beginn des Jahres 2023 siegte er beim BetBoom Playlist. Urbanistic. Zudem erreichte er das Finale in der ESL Pro League Season 17. Mit Cloud9 verpasste er in diesem Jahr die Qualifikation für das letzte Major in Counter-Strike: Global Offensive. Im weiteren Verlauf des Jahres siegte Sokolow in der Brazy Party. Überdies belegte er den 3.–4. Rang in der IEM Rio 2023. Im Oktober wurde bekanntgegeben, dass Sokolow bei Cloud9 auf die Bank gesetzt wird. Dabei wurde auch bekanntgeben, dass er für einen Transfer freigegeben wurde. Im Dezember wurde sein Wechsel zu Team Spirit bekannt. In diesem Jahr wurde er als 8. erneut in die Liste der besten Spieler des Jahres von HLTV gewählt.
Mit seinem neuen Team siegte Sokolow zu Beginn des Jahres in der IEM Katowice 2024. Im PGL Major: Kopenhagen 2024 belegte er den 5.–8. Platz. Im weiteren Verlauf des Jahres gewann er das Blast Premier: Spring Final 2024 sowie die BetBoom Dacha Belgrade 2024 #2. Zudem erreichte er das Finale in der BetBoom Dacha Belgrade 2024 #1 sowie im Blast Premier: World Final 2024 und das Halbfinale in der IEM Dallas 2024. Im Dezember gewann er mit einem 2:1-Sieg gegen FaZe das Perfect World Major: Shanghai 2024 und damit seinen ersten Major-Titel. Für seine Einzelleistungen wurde Sokolow von HLTV als 6. erneut in die Liste der besten Spieler gewählt.
2025 siegte er im Blast Bounty Spring 2025. Zudem erzielte er den zweiten Rang in der IEM Katowice 2025 und den 3.–4. Platz in der ESL Pro League Season 21 und dem Blast Open Spring 2025.

## Auszeichnungen
- 2021: Platz 4 der HLTV.org Bestenliste[3]
- 2022: Platz 3 der HLTV.org Bestenliste[6]
- 2023: Platz 8 der HLTV.org Bestenliste[9]
- 2024: Platz 6 der HLTV.org Bestenliste[10]